# 烏東河
烏東河（法語：Oudon，法語發音：[udɔ̃] ⓘ）是法國的河流，位於該國西部，屬於馬耶訥河的右支流，河道全長103.3公里，流域面積1480平方公里，平均流量每秒9.04立方米，發源自拉格拉韦勒，河口處在勒利翁当热。

## 外部連結
- http://www.geoportail.fr （页面存档备份，存于）
- Sandre数据库中的烏東河